# Colin Burgon
Colin Burgon, född 22 april 1948 i Leeds, är en brittisk Labourpolitiker. Han var parlamentsledamot för valkretsen Elmet från valet 1997 till valet 2010.